# 캠벨타운 스포츠 스타디움
캠벨타운 스타디움(Campbelltown Stadium)은 오스트레일리아 뉴사우스웨일스주에 위치한 축구 전용 구장이다. A리그 클럽인 맥아서 FC의 홈 구장으로 사용되고 있다. 20,000명을 수용할 수 있다.

## 기록

### 2020년 하계 올림픽 축구 여자 아시아 지역 3차 예선
| 날짜            | 팀 1           | 스코어 | 팀 2           | 라운드 |
| --------------- | -------------- | ------ | -------------- | ------ |
| 2020년 2월 3일  | 태국           | 0 - 1  | 중화 타이베이  | B조    |
| 2020년 2월 7일  | 중화인민공화국 | 6 - 1  | 태국           | B조    |
| 2020년 2월 7일  | 오스트레일리아 | 7 - 0  | 중화 타이베이  | B조    |
| 2020년 2월 10일 | 중화 타이베이  | 0 - 5  | 중화인민공화국 | B조    |
| 2020년 2월 10일 | 태국           | 0 - 6  | 오스트레일리아 | B조    |